# Iphitos (roi d'Élide)
Pour les articles homonymes, voir Iphitos.
Iphitos (grec ancien : Ίφιτος) est un roi d'Élide dans le Péloponnèse.

## Biographie
On lui prête le rétablissement des Jeux olympiques antiques en l'an 776 av. J-C en concomitance avec le législateur Lycurgue de Sparte. Ils avaient déjà été institués par Héraclès plusieurs siècles auparavant et étaient tombés en désuétude après l'invasion des Doriens. Iphitos avait obtenu de l'oracle de Delphes la déclaration que le rétablissement de ces jeux était le remède aux divisions qui désolaient alors la Grèce.
« Iphitos voyant donc que la Grèce était désolée par des divisions intestines et par une maladie contagieuse, crut devoir aller demander à l'oracle de Delphes un remède à tous ces maux ; et la Pythie lui ordonna, dit-on, de rétablir les jeux olympiques de concert avec les Éléens. Iphitos engagea aussi les Éléens à offrir des sacrifices à Hercules, qu'ils regardaient auparavant comme leur ennemi. Suivant l'inscription qu'on voit à Olympie, Iphitos était fils d'Haemon ; la plupart des Grecs disent qu'il était fils de Praxonide ; mais suivant les anciens documents écrits des Éléens, son père portait le même nom que lui. »
— Pausanias, Description de la Grèce